# Моравац (Мрштане)
Футбольний клуб Моравац або просто Моравац (серб. Фудбалски клуб Моравац Мрштане) — професійний сербський футбольний клуб з Мрштане, селища поблизу міста Лесковац. Зараз команда виступає в Сербській лізі Схід, третьому дивізіоні в системі футбольних ліг Сербії.

## Історія
Клуб виграв Сербську лігу Схід в сезоні 2013/14 років та здобув путівку до Першої ліги чемпіонату Сербії. Але в сезоні 2014/15 років команда фінішувала на 13-му місці, тому клуб відразу ж повернувся до Сербської ліги Схід.

## Досягнення
- Сербська ліга Схід
  -  Чемпіон (1): 2013/14

- Зональна ліга Ніш
  -  Чемпіон (1): 2011/12

## Статистика виступів у національних чемпіонатах
| Сезон   | Ліга     | Ліга | Ліга | Ліга | Ліга | Ліга | Ліга | Ліга | Ліга  | Кубок |
| Сезон   | Дивізіон | І    | В    | Н    | П    | ЗМ   | ПМ   | О    | М     | Кубок |
| ------- | -------- | ---- | ---- | ---- | ---- | ---- | ---- | ---- | ----- | ----- |
| 2012/13 | 3 – Схід | 30   | 13   | 10   | 7    | 49   | 30   | 49   | 4-те  | —     |
| 2013/14 | 3 – Схід | 30   | 19   | 6    | 5    | 44   | 13   | 63   | 1-ше  | —     |
| 2014/15 | 2        | 30   | 10   | 5    | 15   | 32   | 41   | 35   | 13-те | Р1    |
| 2015/16 | 3 – Схід | 30   | 10   | 10   | 10   | 35   | 23   | 40   | 10-те | Р1    |